# Ragnar Stare
Ragnar Alexander Stare (ur. 24 listopada 1884 w Västerhejde, zm. 30 czerwca 1964 w Sztokholmie) – szwedzki strzelec, srebrny medalista olimpijski.

## Kariera
W swojej karierze wziął udział w tylko jednych igrzyskach olimpijskich, w 1920 roku w Antwerpii. W jedynej konkurencji, w jakiej brał udział, zdobył srebrny medal w drużynie, razem z Sigvardem Hultcrantzem, Erikiem Ohlssonem, Oscarem Erikssonem i Leonem Lagerlöfem. Uzyskał najniższy wynik drużynie.
Przez większość życia mieszkał i trenował w Sztokholmie.